# Morir
Pour plus de détails, voir Fiche technique et Distribution.
Morir est un film espagnol réalisé par Fernando Franco, sorti en 2017.

## Synopsis
Un couple est mis à l'épreuve par une maladie.

## Fiche technique
- Titre : Morir
- Réalisation : Fernando Franco
- Scénario : Coral Cruz et Fernando Franco d'après le roman Mourir d'Arthur Schnitzler
- Musique : Maite Arrotajauregi et Javi Pez
- Photographie : Santiago Racaj
- Montage : Miguel Doblado
- Société de production : Canal Sur Televisión, Euskal Irrati Telebista, Ferdydurke, Kowalski Films et Movistar+
- Pays :  Espagne
- Genre : Drame
- Durée : 104 minutes
- Dates de sortie : 
  -  Espagne : 6 octobre 2017

## Distribution
- Marian Álvarez : Marta
- Andrés Gertrúdix : Luis
- César Sarachu : Dr. Arenas
- Eduardo Rejón : Álex
- Pablo Gómez-Pando : Carlos
- Francesco Carril : Enrico

## Distinctions
Andrés Gertrúdix a été nommé au prix Goya du meilleur acteur pour sa performance dans le film.